# AIM-4 Falcon
Hughes AIM-4 Falcon là loại tên lửa không đối không điều khiển đầu tiên của Không quân Hoa Kỳ. Việc phát triển bắt đầu từ năm 1946, vũ khí được thử nghiệm đầu tiên năm 1949. Tên lửa được đưa vào biên chế USAF năm 1956.

## Quốc gia sử dụng
Canada
- Không quân Hoàng gia Canada
- Lực lượng vũ trang Canada

 Phần Lan
- Không quân Phần Lan

 Thụy Điển
- Không quân Thụy Điển

 Thụy Sĩ
- Không quân Thụy Sĩ

 Hoa Kỳ
- Không quân Hoa Kỳ

 Hy Lạp
- Không quân Hy Lạp

 Thổ Nhĩ Kỳ
- Không quân Thổ Nhĩ Kỳ

## Tính năng kỹ chiến thuật (GAR-1D/ -2B / AIM-4C/D)
- Dài: 78 in (2,0 m) / 79,5 in (2,02 m)
- Sải cánh: 20 in (510 mm)
- Đường kính: 6,4 in (160 mm)
- Trọng lượng: 119 lb (54 kg) / 135 lb (61 kg)
- Vận tốc: Mach 3
- Tầm bay 6 mi (9,7 km)
- Điều khiển: radar bán chủ động/ hồng ngoại quét sau
- Đầu đạn: 7,6 lb (3,4 kg) chất nổ mạnh